# Clemencia
Clemencia – miasto w Kolumbii, w departamencie Bolívar.